# Kenrich Williams
Kenrich Lo Williams (Waco, 2 dicembre 1994) è un cestista statunitense, professionista nella NBA con gli Oklahoma City Thunder.

## Statistiche
| † | Denota una stagione in cui ha vinto il titolo |

### NCAA
| Anno       | Squadra          | PG  | PT | MP   | TC%  | 3P%  | TL%  | RP  | AP  | PRP | SP  | PP   |
| ---------- | ---------------- | --- | -- | ---- | ---- | ---- | ---- | --- | --- | --- | --- | ---- |
| 2014-2015  | TCU Horned Frogs | 33  | 17 | 27,8 | 47,7 | 35,5 | 60,7 | 6,7 | 1,4 | 0,9 | 1,0 | 8,6  |
| 2016-2017† | TCU Horned Frogs | 37  | 36 | 32,6 | 49,5 | 36,3 | 58,6 | 9,6 | 2,7 | 1,5 | 0,6 | 11,4 |
| 2017-2018  | TCU Horned Frogs | 32  | 32 | 36,0 | 47,7 | 39,5 | 68,8 | 9,3 | 3,9 | 1,8 | 0,5 | 13,2 |
| Carriera   | Carriera         | 102 | 85 | 32,2 | 48,4 | 37,5 | 62,5 | 8,6 | 2,7 | 1,4 | 0,7 | 11,0 |

#### Massimi in carriera
- Massimo di punti: 27 vs Southern Methodist (5 dicembre 2017)[1]
- Massimo di rimbalzi: 18 vs Nevada-Las Vegas (25 novembre 2016)
- Massimo di assist: 10 vs Richmond (21 marzo 2017)
- Massimo di palle rubate: 5 vs Texas-Austin (11 gennaio 2017)
- Massimo di stoppate: 3 (6 volte)
- Massimo di minuti: 47 vs Texas-Austin (10 gennaio 2018)

### NBA

#### Regular Season
| Anno       | Squadra          | PG  | PT | MP   | TC%  | 3P%  | TL%  | RP  | AP  | PRP | SP  | PP  |
| ---------- | ---------------- | --- | -- | ---- | ---- | ---- | ---- | --- | --- | --- | --- | --- |
| 2018-2019  | N.O. Pelicans    | 46  | 29 | 23,5 | 38,4 | 33,3 | 68,4 | 4,8 | 1,8 | 1,0 | 0,4 | 6,1 |
| 2019-2020  | N.O. Pelicans    | 39  | 18 | 21,3 | 34,7 | 25,8 | 34,6 | 4,8 | 1,5 | 0,7 | 0,5 | 3,5 |
| 2020-2021  | Oklahoma Thunder | 66  | 13 | 21,6 | 53,3 | 44,4 | 57,1 | 4,1 | 2,3 | 0,8 | 0,3 | 8,0 |
| 2021-2022  | Oklahoma Thunder | 49  | 0  | 21,9 | 46,1 | 33,9 | 54,5 | 4,5 | 2,2 | 0,9 | 0,2 | 7,4 |
| 2022-2023  | Oklahoma Thunder | 53  | 10 | 22,8 | 51,7 | 37,3 | 43,6 | 4,9 | 2,0 | 0,8 | 0,3 | 8,0 |
| 2023-2024  | Oklahoma Thunder | 69  | 1  | 14,9 | 46,8 | 39,7 | 50,0 | 3,0 | 1,3 | 0,6 | 0,1 | 4,7 |
| 2024-2025† | Oklahoma Thunder | 69  | 7  | 16,4 | 48,3 | 38,6 | 71,8 | 3,5 | 1,4 | 0,6 | 0,1 | 6,3 |
| Carriera   | Carriera         | 391 | 78 | 19,9 | 47,0 | 36,5 | 54,9 | 4,1 | 1,8 | 0,8 | 0,3 | 6,4 |

#### Playoffs
| Anno     | Squadra          | PG | PT | MP  | TC%  | 3P%  | TL%  | RP  | AP  | PRP | SP  | PP  |
| -------- | ---------------- | -- | -- | --- | ---- | ---- | ---- | --- | --- | --- | --- | --- |
| 2024     | Oklahoma Thunder | 7  | 0  | 4,6 | 25,0 | 0,0  | -    | 1,1 | 0,4 | 0,1 | 0,0 | 0,6 |
| 2025†    | Oklahoma Thunder | 16 | 0  | 8,6 | 40,0 | 20,0 | 50,0 | 2,2 | 0,4 | 0,4 | 0,1 | 2,4 |
| Carriera | Carriera         | 23 | 0  | 7,3 | 37,5 | 16,0 | 50,0 | 1,9 | 0,4 | 0,3 | 0,0 | 1,9 |

#### Massimi in carriera
- Massimo di punti: 24 vs Los Angeles Lakers (10 febbraio 2021)[2]
- Massimo di rimbalzi: 16 vs Houston Rockets (29 gennaio 2019)
- Massimo di assist: 10 vs Indiana Pacers (18 gennaio 2023)
- Massimo di palle rubate: 5 (3 volte)
- Massimo di stoppate: 3 (2 volte)
- Massimo di minuti: 40 vs Los Angeles Lakers (10 febbraio 2021)

### G League
| Anno      | Squadra        | PG | PT | MP   | TC%  | 3P%  | TL%  | RP   | AP  | PRP | SP  | PP   |
| --------- | -------------- | -- | -- | ---- | ---- | ---- | ---- | ---- | --- | --- | --- | ---- |
| 2018-2019 | Westch. Knicks | 5  | 0  | 29,3 | 52,7 | 16,7 | 41,2 | 11,8 | 3,8 | 1,8 | 1,0 | 13,4 |
| 2018-2019 | Texas Legends  | 2  | 1  | 31,8 | 48,1 | 42,9 | 33,3 | 7,0  | 3,0 | 3,0 | 1,0 | 15,0 |
| Carriera  | Carriera       | 7  | 1  | 30,0 | 51,2 | 26,3 | 40,0 | 10,4 | 3,6 | 2,1 | 1,0 | 13,9 |

## Palmarès
- Campionato NBA: 1

Oklahoma City Thunder: 2025
- Campione NIT (2017)
- MVP National Invitation Tournament (2017)